# Andrómeda (constelación)
Andrómeda, o Andromeda en latín, es una de las cuarenta y ocho constelaciones enumeradas por el astrónomo grecorromano del siglo II Claudio Ptolomeo, siendo en la actualidad una de las ochenta y ocho constelaciones modernas. Situada al norte del ecuador celeste, lleva el nombre de Andrómeda, la hija de Cefeo y Casiopea, que fue encadenada a una roca para ser devorada por el monstruo marino Ceto. Es más visible en las noches de otoño del hemisferio norte, al igual que otras constelaciones nombradas por personajes del mito de Perseo. Dada su declinación septentrional, Andrómeda solo es visible al norte de la latitud 40° sur. Para los observadores más meridionales, está siempre por debajo del horizonte.
Es una de las constelaciones más grandes, con un área de setecientos veintidós grados cuadrados. Así, equivale a más de mil cuatrocientas veces el tamaño de la luna llena; al 55% del área de Hidra, la constelación más grande; y a más de diez veces el área de Crux, la más pequeña.
En la astronomía china, las estrellas que componen Andrómeda formaban parte de cuatro constelaciones diferentes que tenían significados astrológicos y mitológicos. También existe una constelación relacionada con Andrómeda en la mitología hindú.

## Características destacables

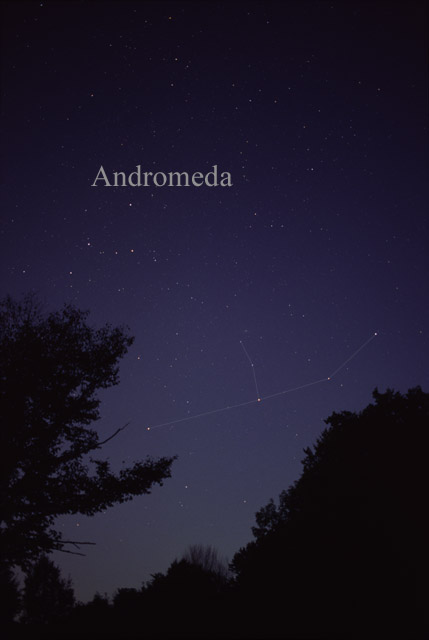
Constelación Andrómeda [http://www.allthesky.com/constellations/visualconstellations.html AlltheSky.com

La principal estrella de Andrómeda, Alpheratz (α Andromedae), es una estrella binaria cuya componente principal es una subgigante blanco-azulada de tipo espectral B8IV-VHgMn químicamente peculiar. Es el miembro más brillante del grupo de las estrellas de mercurio-manganeso, siendo su contenido de mercurio hasta un millón de veces mayor que en el Sol.

La distribución de este elemento no es uniforme, estando concentrado en zonas cercanas al ecuador; estudios de imágenes Doppler muestran que dichas zonas se desplazan lentamente sobre la superficie estelar.
Situada en el límite entre las constelaciones de Andrómeda y Pegaso, en ocasiones Alpheratz fue incluida dentro de esta última constelación.
Le sigue en brillo β Andromedae, llamada Mirach o Mirac, una gigante roja de tipo M0III cuyo color es visible a simple vista. Distante casi 200 años luz de la Tierra, tiene una temperatura efectiva de solo 3802  K y un radio 86 veces más grande que el radio solar.
La tercera estrella en brillo es γ Andromedae, llamada Almach o Alamak. Objeto popular para los astrónomos aficionados, es una estrella múltiple cuya componente más brillante es una gigante luminosa de tipo K3IIb. La componente secundaria es una estrella binaria compuesta por dos estrellas de la secuencia principal de tipo B8V y A0V cuyo período orbital es de 63,67 años; a su vez, la estrella B8V es una binaria espectroscópica.
λ Andromedae es igualmente una binaria espectroscópica y una de las variables RS Canum Venaticorum más importante: su brillo varía 0,225 magnitudes, alcanzando un máximo de 3,70, con un periodo de 53,952 días.
Otra variable RS Canum Venaticorum, ζ Andromedae, es también una binaria espectroscópica con un período orbital es de 17,77 días.
δ Andromedae es un sistema triple rodeada por un disco de escombros cuya componente principal es una gigante naranja de tipo K3III.
Entre las variables de la constelación cabe destacar a Z Andromedae, prototipo de las estrellas simbióticas. Consiste en un sistema binario cercano que contiene una enana blanca caliente y una gigante roja; la gigante roja pierde materia que parece formar un disco en torno al remanente estelar. Cada 10 a 20 años, el sistema experimenta un período repentino de gran actividad en la que el brillo aumenta 3 magnitudes.
En varias estrellas de Andrómeda se han descubierto planetas extrasolares. Titawin (υ Andromedae) es una enana amarilla de tipo F8V con cuatro planetas extrasolares; el sistema se completa con una enana roja cuya separación con la enana amarilla no es conocida.
14 Andromedae —que recibe el nombre oficial de Veritate— es una gigante naranja de tipo K0III que tiene un planeta en una órbita circular a una distancia de 0,83 ua.
Otra estrella con un exoplaneta es Buna, nombre que recibe HD 16175; el planeta se mueve en una órbita notablemente excéntrica (ε = 0,59) a una distancia media de 2,1 ua.
Por último, κ Andromedae es una subgigante caliente acompañada por una distante enana marrón.
La estrella de Andrómeda más cercana a la Tierra —a 10,6 años luz de distancia— es Ross 248, enana roja de tipo M6.0V. Es una variable de tipo BY Draconis cuyo brillo fluctúa 0,13 magnitudes,
siendo la primera estrella en donde unas pequeñas variaciones de brillo fueron atribuidas a manchas en su fotosfera (1950).
Otro sistema próximo a la Tierra es Groombridge 34, compuesto por dos enanas rojas y estrellas fulgurantes cuyo período orbital es de aproximadamente 2600 años. En torno a una de ellas se han detectado dos planetas.

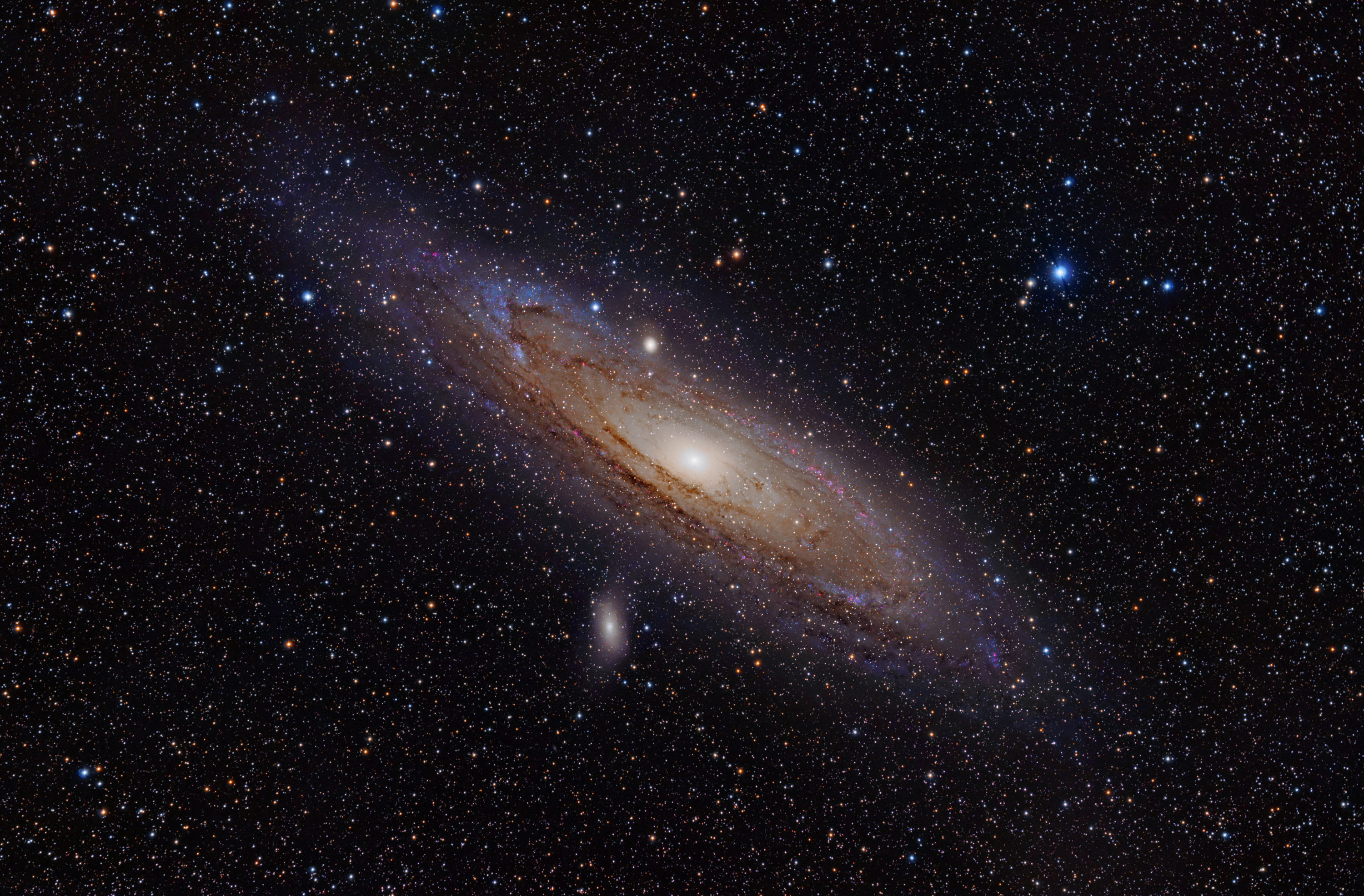
Galaxia de Andrómeda (M31), la mayor galaxia de nuestro Grupo Local.

Sin embargo, el objeto astronómico de mayor relevancia en la constelación es la galaxia de Andrómeda (M31), la más grande y brillante de las galaxias del Grupo Local. Distante 2,5 millones de años luz de nosotros, es fácilmente visible a simple vista bajo un cielo verdaderamente oscuro.
Con un diámetro de 220 000 años luz, contiene un billón de estrellas, al menos el doble que la Vía Láctea. Se estima que la masa de la galaxia de Andrómeda es de 1,5 × 1012 masas solares, mientras que la de nuestra galaxia se estima en 8.5 × 1011 masas solares.
Varias galaxias más débiles, incluidas M110 y M32, compañeras de M31, así como NGC 891, más distante, se encuentran en el área de Andrómeda.
M110 es una galaxia elíptica enana satélite de la galaxia de Andrómeda.
M32 es el prototipo de un tipo de galaxias, las elípticas compactas (cE), relativamente raro. La aparente proximidad de M32 con la galaxia de Andrómeda sugiere que el prominente anillo de formación estelar de esta última, así como la citada estructura elíptica compacta de M32, pueden ser el resultado de una colisión reciente entre ambas; esta colisión pudo tuvo hace 800 millones de años.
Por su parte, NGC 891, distante 31 millones de años luz, es una galaxia espiral ampliamente estudiada en diversas longitudes de onda; el halo de gas caliente a su alrededor tiene una metalicidad menor que el disco galáctico.
En esta constelación se encuadra el cúmulo abierto NGC 752, con una edad de aproximadamente 1600 millones de años y situado a unos 400 pársecs de distancia. Contiene un número relativamente pequeño de estrellas, entre ellos la variable QX Andromedae.
También la nebulosa planetaria NGC 7662 —conocida con el sobrenombre de nebulosa Bola de Nieve Azul—, está situada en el oeste-suroeste de la constelación. Por último, las Andromédidas, lluvia de estrellas del mes de noviembre, tienen su radiante en Andrómeda.

## Estrellas principales

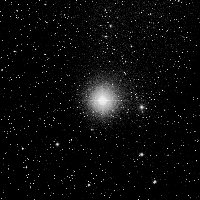
Alpheratz (α Andromedae), distante 97 años luz.

- α Andromedae (Alpheratz o Sirrah), de magnitud 2,07, estrella binaria blanco-azulada. Es la representante más brillante de las estrellas de mercurio-manganeso.
- β Andromedae (Mirach), también de magnitud 2,07, gigante roja a 200 años luz y variable semirregular.
- γ Andromedae (Alamak o Almach), de magnitud 2,10 con un pequeño telescopio puede ser resuelta en un sistema doble (γ¹ y γ²): a su vez γ² es un sistema estelar triple.
- δ Andromedae, gigante naranja de magnitud 3,28 con dos tenues compañeras visuales a 31 y 38 segundos de arco.
- ε Andromedae, con magnitud 4,34 es una gigante amarilla con una órbita muy excéntrica alrededor del centro de la galaxia.
- ζ Andromedae, binaria eclipsante y variable RS Canum Venaticorum de magnitud 4,10.
- ι Andromedae, subgigante blanco-azulada de magnitud 4,30.
- λ Andromedae, una de las más brillantes variables RS Canum Venaticorum, con una variación en su brillo de 0,225 magnitudes en un período de 54 días.
- μ Andromedae, estrella blanca de la secuencia principal de magnitud 3,87.
- ν Andromedae, estrella binaria de magnitud 4,53 cuyas componentes están muy próximas entre sí.
- κ Andromedae, estrella blanco-azulada de magnitud 4,1, acompañada por una enana marrón.
- ο Andromedae, sistema estelar cuádruple de magnitud 3,62.
- π Andromedae, estrella binaria con una componente azul y la otra blanca separadas unos 36 segundos de arco.
- τ Andromedae, estrella blanco-azulada de magnitud 4,96.
- υ Andromedae, enana amarilla más caliente que el Sol con cuatro planetas extrasolares.

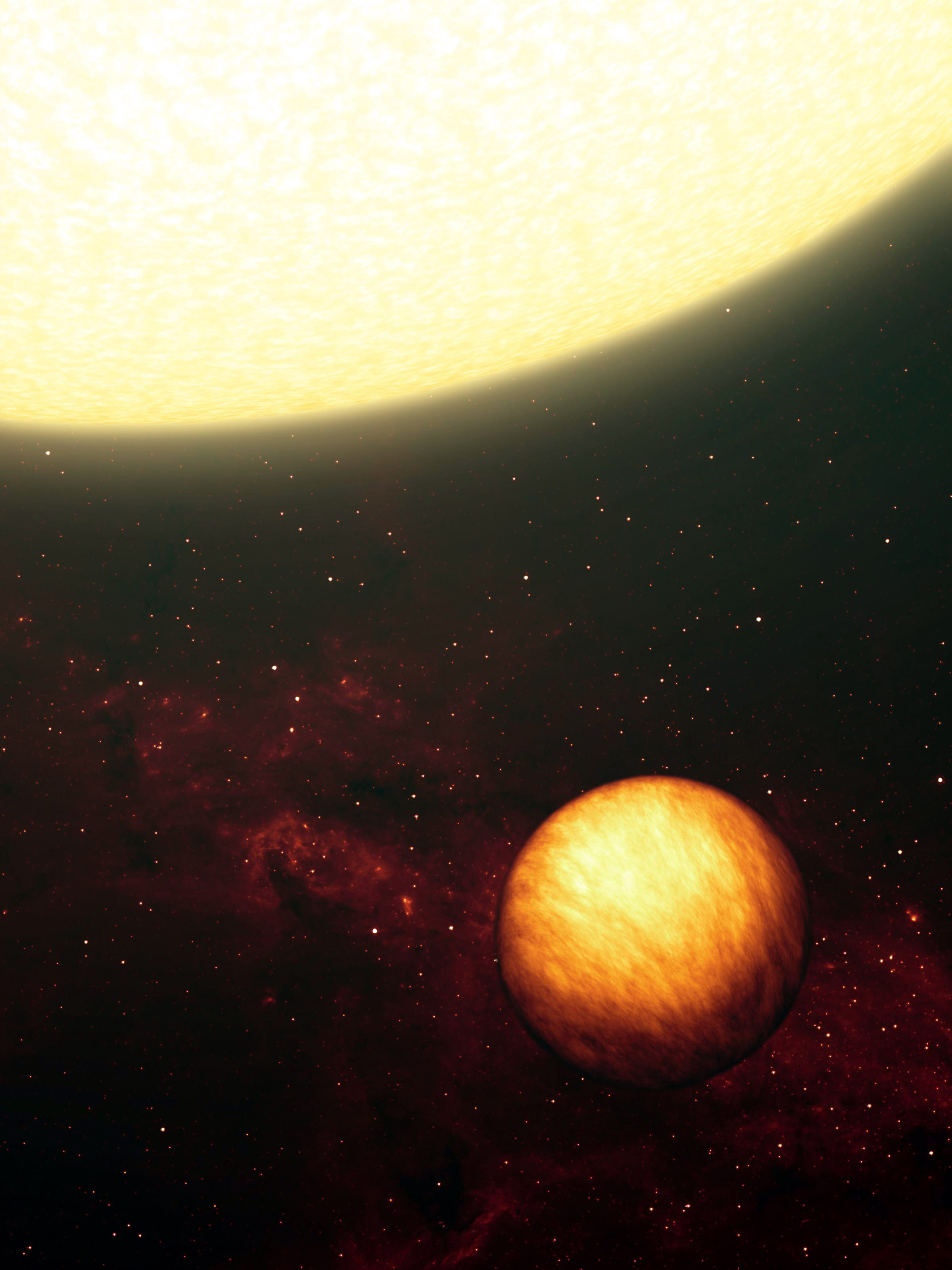
Representación artística de Saffar, uno de los planetas que orbita en torno a Upsilon Andromedae.

- φ Andromedae, sistema binario formado por dos estrellas blanco-azuladas.
- ω Andromedae, subgigante blanco-amarilla de magnitud 4,83.
- 6 Persei, gigante amarillo-anaranjada de magnitud 5,31; pese a su denominación de Flamsteed, está encuadrada en Andrómeda.
- 7 Andromedae, estrella blanco-amarilla de magnitud 4,54.
- 8 Andromedae, gigante roja de magnitud 4,85; tiene 4 compañeras visuales cuyas magnitudes van desde 10,7 a 16.
- 14 Andromedae, estrella gigante naranja de magnitud 5,22 con un planeta extrasolar.
- 15 Andromedae (V340 Andromedae), variable Delta Scuti y estrella Lambda Bootis.
- 28 Andromedae (GN Andromedae), variable Delta Scuti de magnitud 5,22.
- 51 Andromedae, quinta estrella más brillante de la constelación con magnitud 3,57, en el pasado estuvo encuadrada en la constelación de Perseo.
- S Andromedae, supernova que tuvo lugar en 1885 en la galaxia de Andrómeda, la primera supernova observada fuera de la Vía Láctea.
- Z Andromedae, estrella variable cataclísmica que cada 10 o 20 años aumenta su brillo unas 3 magnitudes. Es el prototipo de las estrellas simbióticas.
- SS Andromedae, variable semirregular cuyo brillo varía entre magnitud 9 y 10,1.
- VX Andromedae, estrella de carbono y variable semirregular de brillo variable entre magnitud 7,5 y 9,7.
- AQ Andromedae, estrella de carbono y variable semirregular de magnitud media 7,81.
- FF Andromedae, binaria compuesta por dos enanas rojas con actividad cromosférica.
- GO Andromedae, variable Alfa2 Canum Venaticorum de magnitud 6,13.
- GY Andromedae (HR 465), estrella variable con un espectro de emisión peculiar.
- KZ Andromedae, sistema estelar de magnitud 7,93 formado por una enana amarilla y una binaria con actividad cromosférica.
- PW Andromedae, variable RS Canum Venaticorum miembro de la asociación AB Doradus.
- QX Andromedae, binaria eclipsante en el cúmulo NGC 752.
- V405 Andromedae, variable RS Canum Venaticorum formada por dos enanas rojas muy activas.
- V439 Andromedae (HR 8), variable BY Draconis de magnitud 6,13 distante 44,6 años luz.
- HD 10307 (HR 483), sistema binario a 41,2 años luz del sistema solar, compuesto por una estrella análoga solar y una enana roja.
- HD 16175, estrella amarilla con un planeta extrasolar.
- Groombridge 34, estrella binaria formada por dos enanas rojas a 11,62 años luz de la Tierra.
- Ross 248, cercana y tenue enana roja a 10,3 años luz de distancia.

## Objetos de cielo profundo

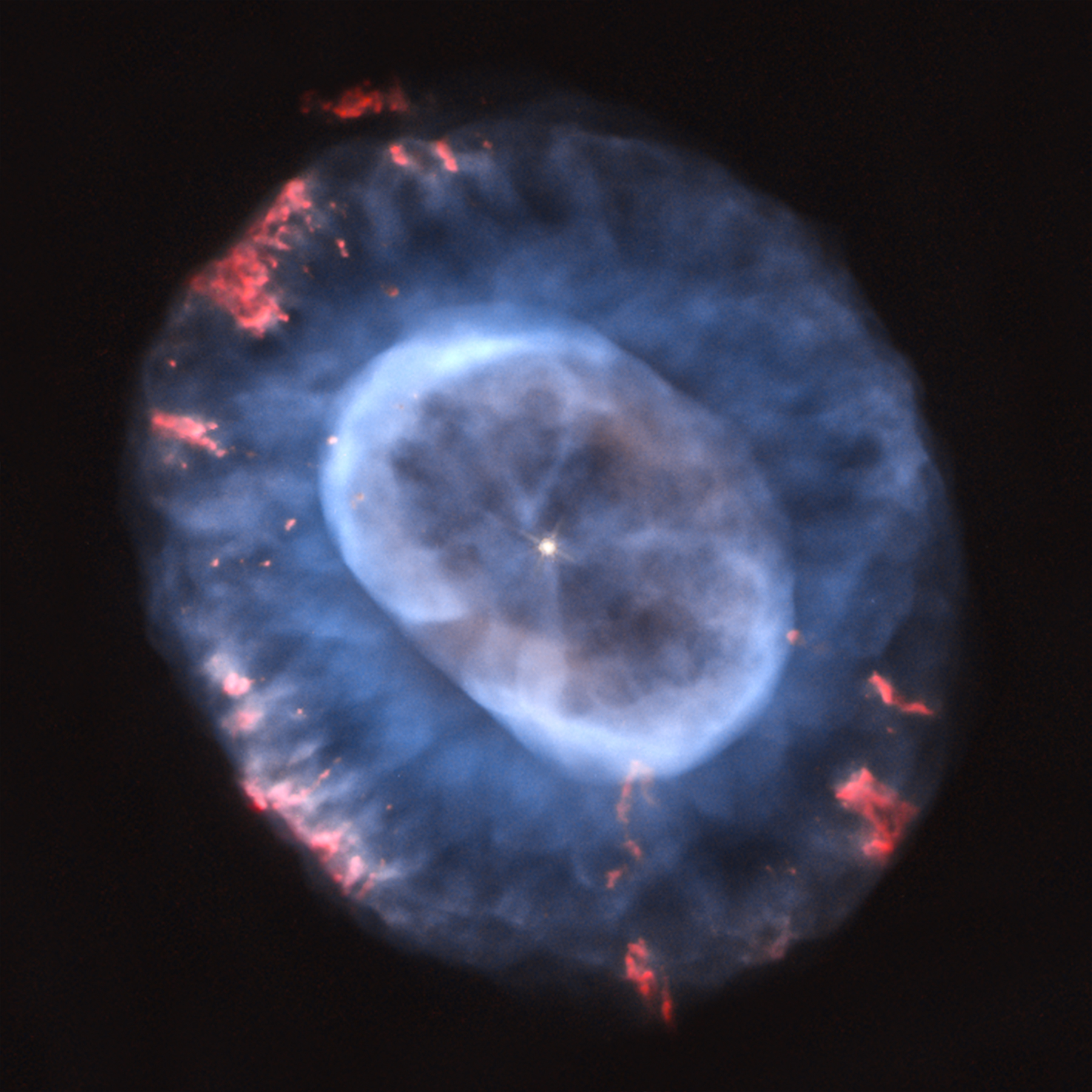
Imagen de la nebulosa planetaria NGC 7662 (Caldwell 22) obtenida con el telescopio espacial Hubble.

- Galaxia de Andrómeda (M31), (NGC 224). Ascensión Recta: 00h 42m 42.0s Declinación: +41°16'00" (Época 2000). A una distancia de 2,56 millones de años luz ésta galaxia espiral es la galaxia grande más cercana a la Vía Láctea. A simple vista se observa como glóbulo nubloso, su centro se define con el uso de binoculares. En los telescopios de aficionado se aprecia como una mancha nubosa amarillenta. Tiene dos compañeras: M32 (NGC 221) Ascensión Recta: 00h 42m 42.0s Declinación: +40°52'00" (Época 2000) y M110 (NGC205) Ascensión Recta: 00h 40m 24.0s Declinación: +41°41'00" (Época 2000). Deben ser observadas con binoculares o telescopios a bajo poder, la primera es más brillante que la segunda.
- Andrómeda I y Andrómeda II, también galaxias satélites de la galaxia de Andrómeda, pero de brillo tan tenue que no pueden ser observadas por el astrónomo aficionado.
- NGC 752. Ascensión Recta: 01h 57m 48.0s Declinación: +37°41'00" (Época 2000). Cúmulo abierto a 4.5° de γ Andromedae.
- NGC 891. Ascensión Recta: 02h 22m 36.0s Declinación: +42°21'00" (Época 2000). Galaxia espiral que en telescopios de gran apertura muestra una línea central oscura. A 4° al este de Gamma And.
- NGC 7662. Ascensión Recta: 23h 25m 54.0s Declinación: +42°33'00" (Época 2000). También conocida como bola de nieve azul, es una nebulosa planetaria que se localiza a 2.5º suroeste de ι Andromedae. 3´ al sur se encuentra NGC 7640 Ascensión Recta: 23h 22m 06.0s Declinación: +40°51'00" (Época 2000) es una galaxia espiral barrada.

## Mitología

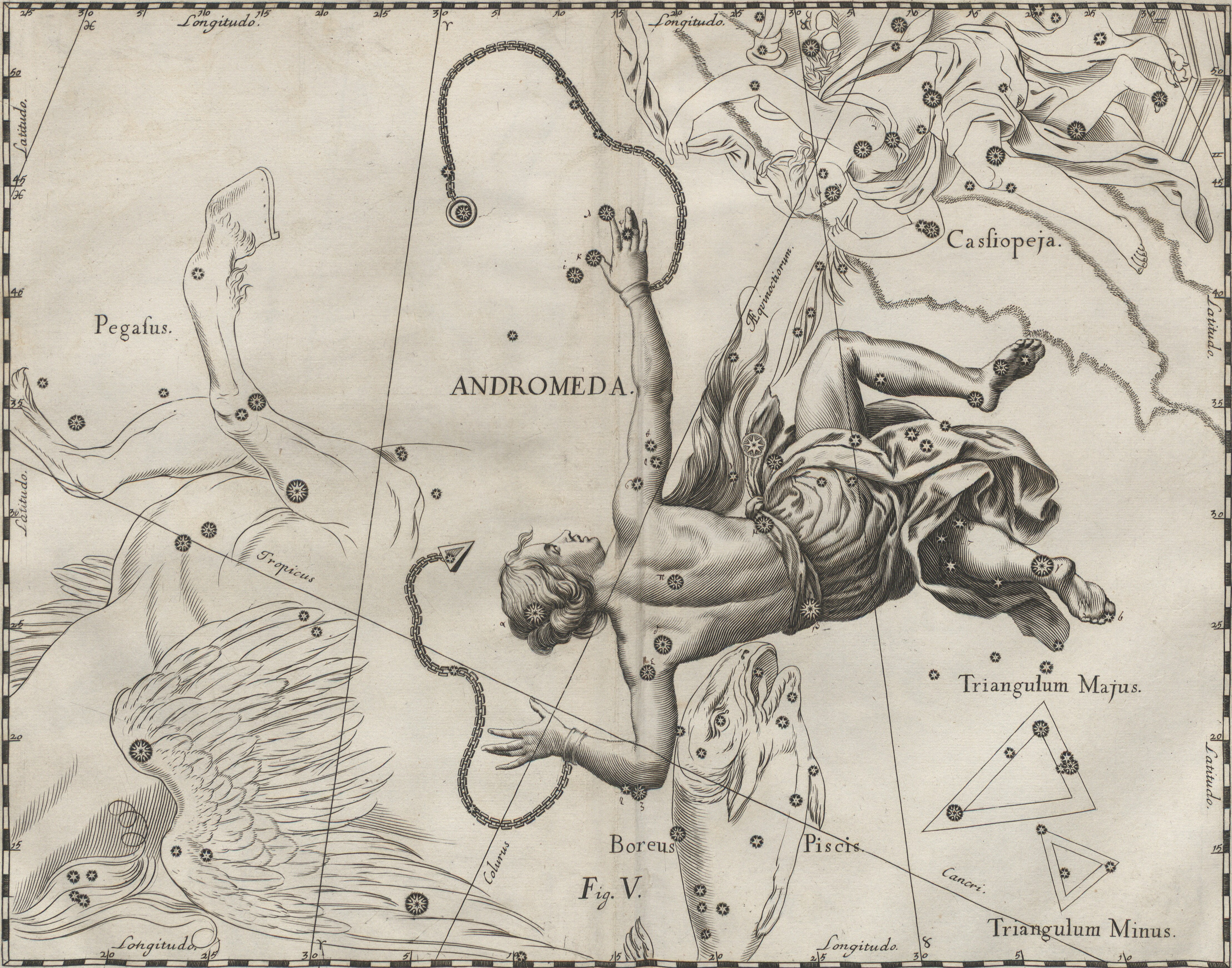
Andrómeda en la Uranographia de Johannes Hevelius

El catasterismo de Andrómeda es conocido en sumerio como LU.LIM (el ciervo) y en acadio como Lulimu (el ciervo). 
Según la mitología griega, y en palabras de Eratóstenes, esta se halla entre los astros gracias a Atenea, como recordatorio de las pruebas de Perseo, con los brazos abiertos, tal y como fue expuesta encadenada como víctima ante el monstruo marino. Por ello, tras salvarse gracias a Perseo, prefirió no quedarse junto a su padre Cefeo ni su madre Casiopea, sino que, por propia voluntad, marchó con él a Argos, lo cual obedeció a un pensamiento noble. Eurípides lo cuenta también con claridad en el drama que dejó escrito acerca de ella, la Andrómeda, tragedia perdida a día de hoy.
Las constelaciones de Cefeo, Casiopea, Andrómeda, Perseo y Ceto también están vinculados en las leyendas de sus catasterismos.